# Egypte op de Olympische Zomerspelen 1968
Egypte, dat destijds uitkwam onder de naam Verenigde Arabische Republiek (VAR), nam deel aan de Olympische Zomerspelen 1968 in Mexico-Stad, Mexico. De VAR was een kortstondige federatie van Egypte en Syrië die duurde van 1958 tot 1961. Na die tijd hield Egypte de naam VAR in stand tot de dood van de president Gamal Abdel Nasser in 1970.
Het land vaardigde 30 mannen af, die geen van allen een medaille wisten te winnen.

## Deelnemers en resultaten

### Boksen
| Olympiër                 | Discipline | Resultaat | Prestatie                                                                                               |
| ------------------------ | ---------- | --------- | --- |
| Mohamed Selim Soheim     | -48kg (m)  | 17e       | 1ste ronde: V van POL Skrzypczak: 0-5                                                                   |
| Abdel Hadj Khallaf Allah | -57kg (m)  | 9e        | 1ste ronde: W van TUN Manai: 4-1 2de ronde: V van YUG Jovan: gediskwalificeerd                          |
| Sayed El Nahas           | -71kg (m)  | 9e        | 1ste ronde: W van MEX Cebreros: knock-out 2de ronde: V van URS Lagoetin: scheidsrechterlijke beslissing |
| Hassan Nour-el-Din Aman  | -81kg (m)  | 9e        | 1ste ronde: vrij 2de ronde: V van GDR Schlegel: 1-4                                                     |
| Talaat Dahshan           | +81kg (m)  | 9e        | 1ste ronde: V van NED Lubbers: 0-5                                                                      |

### Gewichtheffen
| Olympiër      | Discipline | Resultaat | Prestatie                                                                             |
| ------------- | ---------- | --------- | ------------------------------------------------------------------------------------- |
| Mohamed Herit | -56kg (m)  | DNF       | drukken: 9de met 102,5kg trekken: 9de met 92,5kg stoten: geen geldige poging          |
| Bakr Bassam   | -90kg (m)  | 11e       | drukken: 21ste met 130kg trekken: 4de met 145kg stoten: 8ste met 180kg totaal: 455kg  |
| Gaber Hafez   | -90kg (m)  | 17e       | drukken: 16de met 140kg trekken: 20ste met 120kg stoten: 16de met 165kg totaal: 425kg |

### Schermen
| Olympiër                                                                                 | Discipline      | Resultaat | Prestatie                                                                            |
| ---------------------------------------------------------------------------------------- | --------------- | --------- | ------------------------------------------------------------------------------------ |
| Ahmed Zein El-Abidin                                                                     | degen (m)       | 49e       | 1ste ronde groep 1: 5de met 2 overwinningen                                          |
| Ahmed El-Hamy El-Husseini                                                                | floret (m)      | 37e       | 1ste ronde groep 4: 3de met 3 overwinningen 2de ronde groep 5: 5de met 1 overwinning |
| Mohamed Gamil El-Kalyoubi                                                                | floret (m)      | 41e       | 1ste ronde groep 9: 2de met 3 overwinningen 2de ronde groep 1: 6de met 1 overwinning |
| Moustafa Soheim                                                                          | floret (m)      | 44e       | 1ste ronde groep 3: 4de met 2 overwinningen 2de ronde groep 4: 6de met 1 overwinning |
| Ahmed El-Hamy El-Husseini Mohamed Gamil El-Kalyoubi Moustafa Soheim Ahmed Zein El-Abidin | floret team (m) | 11e       | 1ste ronde groep 3: 3de met 0 overwinningen                                          |

### Schietsport
| Olympiër       | Discipline | Resultaat | Prestatie  |
| -------------- | ---------- | --------- | ---------- |
| Mohamed Mehrez | trap       | 19e       | 191 punten |
| Badir Shoukri  | trap       | 44e       | 177 punten |

### Schoonspringen
| Olympiër           | Discipline    | Resultaat | Prestatie                        |
| ------------------ | ------------- | --------- | -------------------------------- |
| Waguih Aboul Seoud | 10m toren (m) | 19e       | voorronde: 19de met 85,89 punten |

### Waterpolo
| Olympiër | Discipline | Resultaat | Prestatie |
| --- | ---------- | --------- | --- |
| Adel El-Moalem Alaa El-Shafei Ashraf Gamil Galal Touny Haroun Touny Hossam El-Baroudi Khaled El-Kashef Mohamed El-Bassiouni Mohamed Soliman Salah Shalaby Sameh Soliman | mannen     | 19e       | groep B: 8ste V van Joegoslavië: 2-13 V van Italië: 1-10 V van Griekenland: 6-7 V van Japan: 4-7 V van Nederland: 3-6 V van DDR: 2-19 G van Mexico: 3-3 13-15de plek: V van Brazilië: 3-5 |

| Groep B |                               |             |             |             |             |            |            |            |        |
| #       | Land                          | Wedstrijden | Wedstrijden | Wedstrijden | Wedstrijden | Doelpunten | Doelpunten | Doelpunten | Punten |
| #       | Land                          | G           | W           | G           | V           | V          | T          | Saldo      | Punten |
| 1       | Italië                        | 7           | 6           | 1           | 0           | 48         | 21         | +27        | 13     |
| 2       | Joegoslavië                   | 7           | 5           | 1           | 1           | 65         | 18         | +47        | 11     |
| 3       | DDR                           | 7           | 5           | 1           | 1           | 66         | 22         | +44        | 11     |
| 4       | Nederland                     | 7           | 4           | 1           | 2           | 42         | 28         | +14        | 9      |
| 5       | Japan                         | 7           | 3           | 0           | 4           | 26         | 57         | -31        | 6      |
| 6       | Mexico                        | 7           | 1           | 1           | 5           | 27         | 56         | -29        | 3      |
| 7       | Griekenland                   | 7           | 1           | 0           | 6           | 34         | 62         | -28        | 2      |
| 8       | Verenigde Arabische Republiek | 7           | 0           | 1           | 6           | 21         | 65         | -44        | 1      |

| Ronde        | Datum       | Plaats      | Land | Score                         | Land |
| ------------ | ----------- | ----------- | ---- | ----------------------------- | ---- |
| Groepsfase   |             |             |      |                               |      |
| 14 oktober   | Mexico-Stad | Joegoslavië | 13-2 | Verenigde Arabische Republiek |      |
| 15 oktober   | Mexico-Stad | Italië      | 10-1 | Verenigde Arabische Republiek |      |
| 16 oktober   | Mexico-Stad | Griekenland | 7-6  | Verenigde Arabische Republiek |      |
| 19 oktober   | Mexico-Stad | Japan       | 7-4  | Verenigde Arabische Republiek |      |
| 20 oktober   | Mexico-Stad | Nederland   | 6-3  | Verenigde Arabische Republiek |      |
| 21 oktober   | Mexico-Stad | DDR         | 19-2 | Verenigde Arabische Republiek |      |
| 22 oktober   | Mexico-Stad | Mexico      | 3-3  | Verenigde Arabische Republiek |      |
| 13-15de plek |             |             |      |                               |      |
| 22 oktober   | Mexico-Stad | Brazilië    | 5-3  | Verenigde Arabische Republiek |      |

### Worstelen
| Olympiër            | Discipline  | Resultaat   | Prestatie |
| Vrije stijl         | Vrije stijl | Vrije stijl | Vrije stijl |
| ------------------- | ----------- | ----------- | --- |
| Mohamed Salem       | -52kg (m)   | 15e         | 1ste ronde: V van MGL Damdinsharav 2de ronde: V van ITA Grassi                                                                                         |
| Grieks-Romeins      |             |             | |
| Mohamed Mongued     | -52kg (m)   | 10e         | 1ste ronde: G van SYR Chahrour 2de ronde: V van TCH Zeman                                                                                              |
| Ibrahim El-Sayed    | -57kg (m)   | 6e          | 1ste ronde: W van MEX Guerra 2de ronde: W van CAN Singermann 3de ronde: V van ROU Baciu 4de ronde: V van USA Hazewinkel 5de ronde: V van URS Kochergin |
| Yehya Hassanein     | -63kg (m)   | 17e         | 1ste ronde: V van IRI Moareb 2de ronde: V van BUL Galinchev                                                                                            |
| Mahmoud El-Sherbini | -70kg (m)   | 20e         | 1ste ronde: V van FRG Rost 2de ronde: V van ROU Enache                                                                                                 |

Afghanistan · Algerije · Amerikaanse Maagdeneilanden · Argentinië · Australië · Bahama's · Barbados · België · Bermuda · Birma · Bolivia · Bondsrepubliek Duitsland · Brazilië · Brits-Honduras · Bulgarije · Canada · Centraal-Afrikaanse Republiek · Ceylon · Chili · Colombia · Congo-Kinshasa · Costa Rica · Cuba · Denemarken · Dominicaanse Republiek · Duitse Democratische Republiek · Ecuador · El Salvador · Ethiopië · Fiji · Filipijnen · Finland · Frankrijk · Ghana · Griekenland · Groot-Brittannië · Guatemala · Guinee · Guyana · Honduras · Hongarije · Hongkong · Ierland · IJsland · India · Indonesië · Irak · Iran · Israël · Italië · Ivoorkust · Jamaica · Japan · Joegoslavië · Kameroen · Kenia · Koeweit · Libanon · Libië · Liechtenstein · Luxemburg · Madagaskar · Maleisië · Mali · Malta · Marokko · Mexico · Monaco · Mongolië · Nederland · Nederlandse Antillen · Nicaragua · Nieuw-Zeeland · Niger · Nigeria · Noorwegen · Oeganda · Oostenrijk · Pakistan · Panama · Paraguay · Peru · Polen · Portugal · Puerto Rico · Roemenië · San Marino · Senegal · Sierra Leone · Singapore · Soedan · Sovjet-Unie · Spanje · Suriname · Syrië · Taiwan · Tanzania · Thailand · Trinidad en Tobago · Tunesië · Turkije · Tsjaad · Tsjecho-Slowakije · Uruguay · Venezuela · Verenigde Arabische Republiek · Verenigde Staten · Vietnam · Zambia · Zuid-Korea · Zweden · Zwitserland